# 유민미술관
유민미술관 또는 유민 아르누보 뮤지엄(Yumin Art Nouveau Collection)은 대한민국 제주특별자치도 서귀포시에 위치한 유리공예 미술관이다. 중앙일보 선대회장인 유민(維民) 홍진기가 수집한 낭시파(Ecole de Nancy) 유리공예 작품들을 전시하고 있으며, 건축가 안도 다다오가 설계하여 2017년 6월 9일에 개관했다.